# Ankersquilla pardus

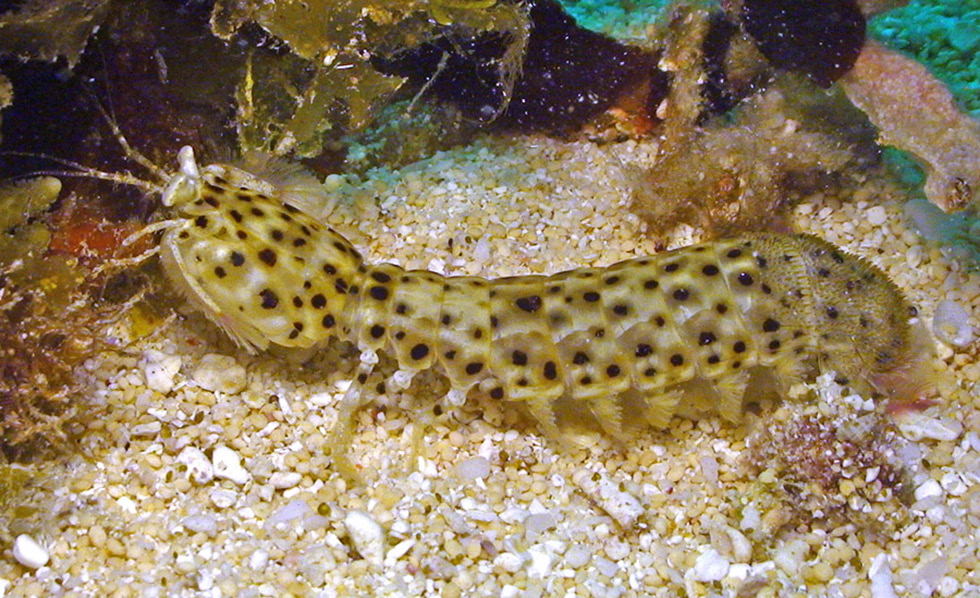
Ankersquilla pardus. Особь с Маршалловых островов была сфотографирована, но не собрана

Ankersquilla pardus (лат.) — вид раков-богомолов, единственный в составе рода Ankersquilla из семейства Eurysquillidae (Stomatopoda). Индо-Тихоокеанская область (мелководье на коралловых рифах). Леопардовая пятнистая окраска послужила основанием для видового названия.

## Этимология
Родовое название Ankersquilla дано в честь Артура Анкера (Arthur Anker), коллеги авторов описания, собравшего типовой материал. Видовое название A. pardus происходит от латинского названия леопарда, Panthera pardus (Linnaeus, 1758), за характерный пятнистый окрас нового вида.

## Распространение
Обитает в Индо-Тихоокеанском регионе. Типовая местность (голотип самца UF23346): коралловый риф около острова Муреа (Французская Полинезия, с.-з. сторона залива Кука, 17°29.406’S 149°49.578’W (2009 год, coll. A. Anker, 17 октября 2009); песчаная рифовая плоскость с массивными коралловыми блоками, обломками и вдорослями, глубина 1 м, в песке под большим обломком коралла. Паратип (самка AM P102286) найден там же на южном побережье, лагуна у эстуария Нихимару, 17°31.998’S 149°54.306’W, песчаная рифовая плоскость с массивными кораллами, водорослями и обломками, глубоко под большим покрытым водорослями обломком, глубина 1,5 м (2008 год, coll. A. Anker, 29 октября 2008). Также обнаружен в Индонезии (вероятно, Бали), где была куплена самка с длиной тела 82 мм, аквариумная торговля, июль 2006).
Экземпляры из Французской Полинезии (голотип самца и паратип самки) были собраны с мелководных (1-1,5 м) песчаных рифов с обломками и водорослями; оба были зарыты под коралловыми валунами. Особь с Маршалловых островов была сфотографирована на глубине 8 м на атолле Кваджалейн в лагуне в зарослях Halimeda sp. на песке. Точное место сбора индонезийского экземпляра (самки с длиной тела 82 мм) неизвестно, но в 2000 году наблюдали другую индонезийскую особь в заливе Толитоли, Сулавеси, обитавшую в большой трубке в массивной коралловой голове на глубине 2 м.

## Описание
Мелкие ракообразные, длина тела 5—8 см. Ankersquilla pardus уникален для Eurysquilloidea тем, что имеет три зубца на дактиле клешни. Подобная структура хищных когтей известна только у Parasquilloidea и Pseudosquillidae (Gonodactyloidea). У всех остальных Eurysquillidae на дактиле клешни четыре или более зубцов. Однако самым необычным аспектом Ankersquilla pardus является шиповатая задняя часть брюшка и тельсон (с многочисленными мелкими шипиками), напоминающие представителей семейства Coronididae (Lysiosquilloidea). Хотя внешне Ankersquilla pardus сходен с некоторыми Coronididae, яйцевидные проподи максиллипед 3—4, вентрально выступающие промежуточные и латеральные зубцы тельсона и форма эндопода 1 плеопода самца показывают, что Ankersquilla pardus является Eurysquilloidea.
Роговица глаза двояковыпуклая, расположена поперечно на ножке, с 6 срединными рядами омматидиев. Ростральная пластинка простая, вершина закруглена. Антеннулярный сомит не удлинён, короче удвоенной длины ростральной пластинки. Дактилус с 3 зубцами на окклюзионном крае; окклюзионный край проподуса полностью пектинирован; карпус с одним дорсальным шипом. Плеопод 1 эндопода с латеральной долей на дистальном «эндите». Тело дорсовентрально уплощено. Брюшные сомиты 5—6, тельсон и проксимальная поверхность уроподального протопода густо шиповатые, заслоняя дорсальную скульптуру. Тельсон поперечно яйцевидный, шире длины, первичные шипы короткие, острые, дорсальный контур скрыт дорсальной шиповатостью тельсона; субмедиальные зубцы отсутствуют; промежуточные и латеральные зубцы без дорсальных долей. Внутренний первичный шип уропода длиннее наружного; внутренний край шиповатый.

### Окраска при жизни
Окраска в целом бледно-желтовато-коричневая с диффузной беловатой пестротой и многочисленными чёрными или чёрно-коричневыми пятнами на головогруди, брюшке и переоподах, образующими леопардово-пятнистый рисунок. Глаза бледно-жёлто-коричневые; роговица серебристая. Антеннулы и антенны с диффузным белым крапом; членики антеннул дистально жёлто-коричневые. Протопод антенн бледный с чёрно-коричневыми пятнами. Проподус и карпус клешни полупрозрачные белые с рассеянной нерегулярной коричневой крапчатостью и рассеянными сине-зелёными бликами; подвижные шипы проподуса полупрозрачные белые в целом (голотип самца и паратип самки) до чёрно-зелёных на проксимальных двух третях (самка из Индонезии с длиной тела 82 мм); полупрозрачные белые зубцы дактилуса, окаймлённые оранжево-коричневым; ишиомерус бледный желтовато-рыжий с рассеянной белой крапчатостью и несколькими тёмными рассеянными пятнами, дистальный край рассеянно сине-зелёный. Дистальная часть экзопода уропода и дистальная половина эндопода тёмно-коричневыео; маргинальные волоски тускло-розовые.

## Таксономия
Вид был впервые описан в 2020 году карцинологами Shane Ahyong (Австралийский музей, Сидней), Меган Портер (University of Hawaii at Manoa, Гонолулу, США) и Роем Колдуэллом (Калифорнийский университет в Беркли, Беркли) по голотипу самца (UF23346) и паратипу самки (AM P102286), найденным на коралловом рифе около острова Муреа (Французская Полинезия). Таксон выделен в монотипический род Ankersquilla в составе семейства Eurysquillidae из отряда раков-богомолов (Stomatopoda).